# Обводное шоссе
Обводно́е шоссе́ — шоссе в районе Кунцево Западного административного округа Москвы.

## Происхождение названия
Получило название в 1958 году по своему расположению в обход (обвод) посёлка Рублёво. Обводное шоссе пролегает от Улицы Василия Ботылёва до Рублёвского шоссе. Обводное шоссе считается одной из самых главных магистралей посёлка Рублёво.

## Транспорт
Обводное шоссе — единственное шоссе в Рублёво, которое обслуживается общественным городским транспортом. По нему проходят автобусные маршруты № 127, 129 и 626. 